# This Woman is Dangerous
This Woman is Dangerous ist ein US-amerikanischer Film Noir mit Joan Crawford aus dem Jahr 1952. Der Film beendete ihren Vertrag mit Warner Brothers.

## Handlung
Beth Austin muss sich einer gefährlichen Operation unterziehen, um nicht völlig zu erblinden. Vorerst behält sie ihr Geheimnis noch für sich, da ihre Aufmerksamkeit der Durchführung eines Raubüberfalls gilt. Beth leitet einen Verbrecherring und ist in den brutalen Gangster Matt Jackson verliebt. Er behandelt Beth allerdings nur mit Verachtung und misshandelt sie regelmäßig. Schließlich geht Beth ins Krankenhaus, wird wider jede Erwartung geheilt und verliebt sich in den freundlichen Dr. Ben Halleck, einen alleinerziehenden Vater in den besten Jahren. Beide verbringen glückliche Stunden, doch am Ende quält Beth das Gewissen. Sie verschweigt Ben gegenüber nicht nur ihre Beteiligung in den kriminellen Machenschaften von Matt, sondern auch ihren mehrjährigen Aufenthalt im Gefängnis. Viele dramatische Verwicklungen später wird Matt von der Polizei erschossen. Beth geht für ihre Untaten erneut ins Gefängnis, doch der Richter verspricht ein mildes Urteil. Ben gelobt Beth, bis zu ihrer Entlassung auf sie zu warten.

## Hintergrund
Für ihre Darstellung in Solange ein Herz schlägt gewann Joan Crawford auf der Oscarverleihung 1946 den Oscar als beste Hauptdarstellerin und auch die nächsten Filme Humoreske und Hemmungslose Liebe blieben auf dem hohen Niveau. Die Schauspielerin verdiente pro Film 200.000 bis 250.000 US-Dollar und etablierte sich erneut als einer der weiblichen Topstars in Hollywood.
Ihre Karriere neigte sich jedoch ab Ende der Dekade wieder einem toten Punkt entgegen. Nach dem Erfolg von Die Straße der Erfolgreichen war Crawford festgelegt auf die Darstellung ambitionierter Frauen, die sich in einem kriminellen Milieu ihren Platz erkämpfen. Die ständige Wiederholung ein und desselben Drehbuchs sorgten für ein rasches Nachlassen von Crawfords Zugkraft an der Kinokasse. 1951 scheiterte der Versuch, der Schauspielerin durch die Mitwirkung in der Komödie Goodbye, My Fancy zu einem Wechsel im Rollenfach zu verhelfen. Schließlich hofften die Studioverantwortlichen, Crawford durch minderwertige Skripts zum Bruch ihres Vertrages zu bewegen. Zwar akzeptierte diese wider Erwarten This Woman is Dangerous, doch unmittelbar nach Beendigung der Dreharbeiten bat sie um vorzeitige Auflösung ihres Engagements und verzichtete auf insgesamt 800.000 US-Dollar Gage, die sie für vier noch zu drehende Film erhalten hätte. Unmittelbar nach dem Ausscheiden schaffte sie durch die Mitwirkung in Maskierte Herzen ein erneutes Come-Back, das ihr eine dritte Oscarnominierung als beste Hauptdarstellerin einbrachte.
Die Schauspielerin bereute noch Jahrzehnte später die Mitwirkung in dem Projekt, das sie zu ihren schlechtesten Filmen überhaupt zählte. Gegenüber Roy Newquist meinte sie:

„Ich muß fürchterlich verzweifelt gewesen sein. Ich denke, genau das war ich auch. Die Kinder in der Schule, das Haus... es war überhaupt nichts richtig bei ‚This Woman Is Dangerous‘. Eine miserable Story, ein Drehbuch voller Klischees, keine nennenswerte Regie. Ich denke, ich hätte es besser machen können, doch es war eine dieser Situationen, in der mich alles angewidert hat. Ich habe mit den Schultern gezuckt und den Dingen ihren Lauf gelassen. Das ist unverzeihlich, oder?“

## Kritiken
Die Kritiker hatten wenig Mühe, den Film zu zerreißen.
Bosley Crowther war hart, aber gerecht in der New York Times:

„Wenn Joan Crawford in ihren Filmen Ärger hat, dann in Person von gemeinen, brutalen Männern ...Der seit unglaublich langer Zeit populäre Star, der mittlerweile wie versteinert wirkt, tritt als weibliche Kriminelle auf.“

Otis Guernsey war in der New York Herald Tribune kaum gnädiger gestimmt.

„Joan Crawford arbeitet sich in dieser langen, komplizierten und langweiligen Geschichte am gesamten Spektrum von Problemen ab, die vom Operationstisch bis zum organisierten Verbrechen wirklich alles umfassen...Der Film hat viel Anspruch, aber wenig Überzeugung.“